# René Descartes
René Descartes (Renatus Cartesius en llatí) (Le Haye, França, 31 de març de 1596 - Estocolm, Suècia, 11 de febrer de 1650) va ser un important filòsof racionalista francès del segle xvii, també conegut per les seves obres de matemàtiques i de diferents branques de la ciència. És considerat el pare de la filosofia moderna, en ser el primer a proposar el problema de la validesa del coneixement com a primera qüestió filosòfica, i una de les figures clau de la revolució científica. És responsable, entre altres coses, de la geometria analítica, de la generalització de l'ús del mot idea amb el significat de 'contingut de la ment humana', la invenció de les coordenades cartesianes o de la sentència cogito ergo sum ('penso, aleshores existeixo' o 'penso, aleshores soc'), a partir de la qual construeix el seu pensament filosòfic.

## Biografia
Va néixer a La Haye en Touraine (poble actualment denominat Descartes, després de més d'un segle anomenant-se La Haye-Descartes), França, al voltant del 31 de març de 1596, i va morir a Estocolm l'11 de febrer de 1650.
A l'edat de vuit anys fou enviat a una escola jesuïta, anomenada La Flèche, la disciplina i educació de la qual destacava en el seu temps. A causa de la seva delicada salut, li van permetre descansar al llit fins tard, costum que conservà durant tota la seva vida, i fins i tot, en una visita a Pascal el 1647, el va mencionar com a principal benefactor per al bon estudi de la matemàtica. Després de l'escola va anar a la Universitat de Poitiers, per estudiar dret com volia el seu pare.
Entre 1618 i 1622 va participar en la Guerra dels Trenta Anys. En els desplaçaments militars va conèixer Isaac Beeckman, que el va apropar al món de les matemàtiques i la física. Quan va acabar la guerra, va vendre gran part de les propietats familiars per poder gaudir d'una renda i dedicar-se a l'estudi.
Des de 1629 fins al seu desgraciat viatge a Suècia el 1649, romangué la major part del temps a Holanda i fou durant aquest període quan va escriure una sèrie d'obres que estableixen el temari per a tots els estudiosos posteriors de la ment i el cos. La primera de les seves obres, De homine, fou finalitzada a Holanda cap al 1633, a la mateixa època que Galileu fou condemnat per les seves teories. Gran part de les seves obres va entrar a formar part de l'Index Librorum Prohibitorum.

### L'estada de Descartes a Suècia
En el segle xvii, Suècia era un país comparativament endarrerit i la seva cort reial estava desconnectada dels moviments socials i artístics d'Europa Occidental. Una de les vies que la reina Cristina de Suècia utilitzà per formar la seva opinió i conèixer les tendències fou la correspondència amb personatges erudits. Un d'ells fou Descartes, el qual acudí a Suècia el 1649 convidat per la reina.
Ambdós tenien altes expectatives sobre l'encontre. Descartes, amb cinquanta-tres anys, esperava trobar-se amb una reina intel·lectual, però en aquella època ella, amb vint-i-dos anys, estava centrada en el ballet i en recrear les sofisticades trivialitats i frivolitats de París. Cristina de Suècia ve rebre Descartes al seu palau, i la seva mera presència la desagradà profundament. Ella el convidà a participar en el seu ballet, a la qual cosa ell es negà. Es produí un xoc de personalitats entre una jove reina acostumada a que tothom li rigués les gràcies i un filòsof madur i famós poc inclinat a fer-ho. La reina Cristina li proposà que dediqués cinc o sis setmanes a conèixer el país, i es va desinteressar d'ell. Posteriorment el citava a la freda biblioteca a les cinc del matí, perquè li ensenyés filosofia. El temps gèlid i la salut de Descartes van acabar provocant-li la mort l'onze de febrer de 1650.

## Resum del seu pensament
El seu pensament se situaria entre els principals artífexs de la revolució científica del segle xvii. A les formes i les qualitats de la física aristotèlica, que, interpretades malament (sobretot pel pensament cristià i escolàstic), havien resultat ser un frau com a eixida intel·lectual, contraposava la idea clara i fonamental que el món físic no és més que un pur mecanisme. I aleshores proposà el programa ideal de tota ciència teòrica: construir, amb un mínim nombre de principis, un sistema que donés raó de tots els fets coneguts i que permetés descobrir fets nous. Com sol ocórrer amb freqüència amb les teories revolucionàries, el llegat de Descartes no fou sols una troballa, sinó també una visió. Forçat a recórrer a l'experiència i a les hipòtesis, demostrà ser el primer gran mestre del model hipotètic. Aquest ha esdevingut una eina essencial per a qualsevol investigació científica.
Descartes mateix ens ha deixat una exposició del seu pensament, en el pròleg de l'edició francesa de la seva obra Principis de filosofia. El primer que fa és aclarir allò que ell considera que és la filosofia: estudi de la saviesa, entesa en primer lloc com a prudència en la conducció dels afers humans. També com a coneixement de totes les coses que l'individu pot conèixer per la conducció de la seva vida, conservació de la salut, i descobriment de totes les arts. Solament Déu és perfectament savi, i l'ésser humà és més o menys savi en la proporció que coneix les veritats més importants.
La condició perquè un coneixement sigui real és que pugui ser deduït d'unes causes primeres, que han de complir dues condicions: la primera, ser clares i evidents quan la ment humana s'aplica atentament a la seva consideració; i la segona, que tots els altres coneixements en depenguin, de tal manera que els principis fonamentals es poden entendre sense ajuda de cap altre coneixement, però no a la inversa.
A continuació, ens parla dels cinc graus que considera que pot tenir la saviesa. El primer grau consisteix en les nocions clares i evidents, que es poden deduir sense cap meditació. El segon grau és tot el que ens ensenya l'experiència dels sentits. El tercer grau s'obté per converses amb altres persones. El quart grau consisteix en el que aprenem per la lectura de llibres escrits per individus que poden donar-nos bones instruccions.
Diu, també, que en tots els temps han existit persones que han intentat assolir un cinquè grau de coneixement, consistent en una saviesa millor i més segura, és a dir, la cerca de les causes primeres. Aquestes persones, les anomenem filòsofs, però, segons Descartes, fins al seu temps cap no havia assolit el seu objectiu. Així Plató, que era deixeble de Sòcrates, va admetre que no havia arribat a la certitud, i va establir uns principis que considerava probables. Aristòtil, que va ser deixeble seu, va modificar la forma d'expressar aquests principis i els va donar per segurs. Els filòsofs que els varen seguir es van dedicar a discutir les idees de Plató i Aristòtil, i no varen buscar res de nou. Particularment, durant els darrers segles anteriors a Descartes, l'escolàstica havia seguit cegament Aristòtil, arribant fins a atribuir-li coses que ell no havia dit.
Per a Descartes, els principis vertaders per a assolir la saviesa són els que es contenen en la seva obra Meditacions metafísiques. El primer principi és el de l'existència de la seva ànima (penso, per tant existeixo). El segon és l'existència de Déu. El tercer és que, sent Déu el creador de tot i de tota veritat, no pot ser que hagi creat el nostre enteniment de manera que quan percep quelcom com a clarament cert s'equivoqui.
En la filosofia cartesiana, l'escepticisme és un primer pas (no definitiu) per a arribar a fer un conjunt de teories que volen defensar, alhora, la ciència empírica, teories metafísiques i la fe religiosa. No obstant això, Descartes es va autocensurar en l'obra Traité du Monde et de la Lumière ('Tractat del món i de la llum') a causa que es basava en el sistema de l'univers heliocèntric, que l'Església catòlica acabava de condemnar en la persona de Galileo Galilei. L'obra va ser publicada l'any 1664, quan Descartes ja era mort. De fet, en Descartes la idea de Déu és fruit de la inspecció del mateix pensament, i això representa una inversió respecte del pensament medieval: no és el jo el que sorgeix a partir de Déu, sinó a la inversa, en el pensament cartesià la idea de Déu és un contingut de la ment del jo.
Algunes de les discussions posteriors sobre el pensament de Descartes foren, per exemple, la de Spinoza, que afirma que Déu (i no pas l'ésser humà ni tampoc el món) és l'única substància independent i d'existència pròpia, i la de Hume, que ataca tota la metafísica cartesiana i totes les seves volgudes demostracions de l'existència de Déu, reduint la filosofia en gran part a un "pur empirisme", predecessor del positivisme.

## La recerca del coneixement segur
Aquest esquema resumeix la seva recerca sobre el coneixement:
|                           | El dubte metòdic          |                              |                   |
| Objecte del dubte         |                           | Fonaments del dubte          |                   |
| La percepció sensorial    |                           | La incertesa                 |                   |
| L'existència de les coses |                           | La possibilitat d'error      |                   |
| Les veritats racionals    |                           | La hipòtesi del geni maligne |                   |
|                           | Penso, per tant existeixo |                              |                   |
| 1a Evidència →            | Jo pensant→               | Idea d'infinitat             | Idees adventícies |
| 2a Evidència →            | Déu →                     | Veracitat                    |                   |
| 3a Evidència →            | Món →                     | Ciència                      |                   |

Descartes vol assolir un coneixement absolutament segur, del qual no es pugui dubtar. Per aconseguir-lo, aplica justament el dubte metòdic, és a dir, exagerar fins al màxim el dubte i considerar com a fals qualsevol enunciat sobre el qual pugui existir la més mínima sospita, de manera que quedin només els judicis totalment certs (en un precedent de la falsació moderna). Aplica aquest dubte metòdic a diferents proposicions i analitza l'origen i fonament d'aquesta possibilitat de dubtar.
Així, les informacions que vinguin dels sentits s'han de prendre com a falses, perquè estan subjectes a la incertesa i l'error, només cal pensar en exemples com les il·lusions òptiques o la diferent percepció que tenen dues persones del mateix objecte per concloure que no són una font fiable del coneixement. Les coses poden no existir malgrat la seva aparença de realitat, per tant no hi ha motius per considerar-les com a vàlides.
Les veritats racionals, aquelles que depenen únicament de la raó i no de cap informació externa, tampoc no queden fora de dubte perquè malgrat que hom pensi que raona correctament, és possible que s'equivoqui per tenir una ment defectuosa, creada per un geni maligne. Com que aquesta possibilitat, tot i que remota, pot donar-se, ja s'invaliden les veritats racionals en conjunt.
Aleshores arriba a la primera evidència indubtable, expressada amb l'aforisme "penso, llavors existeixo", ja que s'adona que no es pot dubtar del mateix pensament (perquè en el moment de posar-ho en dubte ja s'està pensant). Aquest pensament és pensat per una entitat que tradicionalment s'anomena jo, de manera que Descartes conclou que el jo existeix en tant que ésser pensant i que és indubtable que així sigui. A partir d'aquesta evidència, i atès que és un subjecte amb idees, reconstrueix la resta de pensaments possibles.

### Tipus d'idees
Hi ha tres tipus d'idees, segons Descartes, definides segons la seva procedència:
- Adventícies: semblen procedir del món material exterior dels sentits, extretes a partir de l'experiència sensible.
- Factícies: provenen de la mateixa consciència, a partir de la nostra imaginació, amb la barreja de trets d'idees adventícies.
- Innates: semblen implantades a la ment per una instància superior (Déu), com és el cas de la mateixa idea de Déu o la d'infinit.

I hi ha quatre tipus d'idees definides segons com són:
- Clares: idees que s'entenen i es comprenen.
- Obscures: idees que no s'entenen del tot.

- Distintes: idees que es diferencien de la resta d'idees.
- Confuses: idees que no es diferencien de la resta d'idees.

Descartes dirà que les idees vàlides són aquelles que siguin clares i distintes.

## L'existència de Déu
Descartes vol demostrar racionalment l'existència de Déu i aporta tres proves diferents. Comença per analitzar la mateixa definició de Déu, en tant que concepte, deixant de banda la seva realitat. Troba que Déu correspon a un ésser infinit i perfecte i dedueix que aquesta noció no pot sorgir d'un ésser limitat i imperfecte com és l'ésser humà (és imperfecte pel sol fet de dubtar del seu coneixement, base del seu mètode), ja que un resultat no pot ser major que la seva causa o origen. Una persona no pot imaginar quelcom més enllà dels seus límits (posteriorment, Kant abundaria en aquest argument, dient que no es pot concebre res que estigui fora dels límits de l'espai i el temps, i Déu pertany per definició a aquest camp), per tant, Déu no sorgeix de la ment humana, no és un ésser imaginari, sinó extern i existent.
La segona prova es recolza en la concepció cristiana que l'ésser humà és una creació de Déu, si l'individu existeix i aquesta és l'única veritat indubtable (demostrada pel cogito ergo sum), aleshores ha de tenir un origen i aquest origen és Déu. Els detractors de Descartes veuen en aquest argument una feblesa perquè assumeix dues premisses (l'ésser humà ha de ser creat i el creador lògic és Déu) que no demostra suficientment.
Per a la tercera prova, torna de nou a la definició de Déu i desenvolupa l'anomenat argument ontològic d'Anselm de Canterbury: si Déu és l'ésser més perfecte que es pugui imaginar per definició, ha de comptar entre els seus atributs el de l'existència, ja que si no fos així es podria imaginar un altre ésser superior que comptés amb totes les seves característiques més l'existència, resultant que Déu no és la criatura més perfecta. Com que aquesta conclusió contradiu la definició, cal afirmar que Déu existeix. Tot i que aquesta prova és la que més fortuna ha tingut al llarg de la història de la filosofia, hom pot qüestionar-se si l'existència és necessàriament un atribut millor que la no-existència.

## Les regles del mètode
Descartes va proposar un mètode de pensament per tal d'aplicar correctament el raonament i, així, poder operar amb garanties de certesa. Aquest mètode constava de quatre regles:
1. Evidència: no acceptar mai com a veritable cap coneixement que no es presenti amb claredat i distinció davant la raó.
2. Anàlisi: dividir cadascun dels problemes en tantes parts com sigui necessari de cara a trobar-ne la millor solució.
3. Síntesi: recompondre, ordenadament i com per grans elements simples, fins al coneixement dels compostos.
4. Enumeració: fer revisions tan exhaustives que hom adquireixi la seguretat de no ometre res.

## L'estructura de la realitat
Jo pensant, Déu i el món constitueixen els tres àmbits de la realitat o de la substància, que defineix com "allò que no necessita cap altra cosa per a existir".
- Jo pensant: res cogitans o substància pensant. Substància creada, que té com a atribut essencial el pensament. Per primer cop en la filosofia europea moderna, Descartes considera la consciència d'un mateix, en el seu propi pensament i la seva pròpia existència, com a previs a Déu.
- Déu: res divina o substància divina. Substància no creada, que té com a atribut la infinitat. Descartes considera Déu com a justificació del món exterior al jo. Com que l'engany està contra la naturalesa divina, no podem concebre que allò que els nostres sentits i especialment la nostra raó obtenen de la realitat sigui fals; per tant, el món material és real.
- Món: res extensa o substància extensa. Substància creada, que té com a atribut l'extensió, subdivisible en les tres dimensions (llargada, alçada i profunditat) a les quals s'afegeixen altres característiques (color, textura, olor, etc.) definides com a "qualitats secundàries" i que són afegides pel subjecte. Aquí rau un dels aspectes del subjectivisme modern que podem apreciar en Descartes. El moviment i el repòs són per a Descartes iniciats per Déu.

Les tres substàncies es necessiten mútuament. La primera veritat, penso doncs existeixo, és la base del seu pensament. Cal demostrar la seva existència amb el dubte metòdic per a poder postular les altres dues. Un cop s'arriba a l'evidència del jo, s'analitzen les idees d'aquesta ment, entre les quals es troba la de Déu, que és externa al jo. Aquest Déu és per definició bo (segueix el concepte de cristianisme de la divinitat) i, per tant, refuta la hipòtesi del geni maligne que havia emprat per a refutar les idees de raó. Si aquestes idees són correctes, poden aplicar-se a l'exterior, del qual provenen les dades per tenir noves idees.

## El dualisme antropològic i la comunicació de les substàncies
L'ésser humà és un compost de cos (extensió) i ànima (pensament). Aquest dualisme cos-ànima és problemàtic per a determinar com poden interaccionar dues substàncies diferents (extensió-pensament): l'extensió no pensa, el pensament no té extensió. Descartes va intentar resoldre el problema recorrent a l'acció de la "glàndula pineal" (hipòfisi), lloc del cervell on, segons ell, es produeix la interacció entre les dues. No obstant això, el problema va quedar sense solució, ja que no explica com dues substàncies radicalment diferents poden interaccionar. D'aquí els intents de l'ocasionalisme i de la filosofia de Spinoza i Leibniz per a solucionar aquest problema, que és el problema general de la relació entre ment i cos.

## La subjectivitat humana i la ciència
La separació de les dues substàncies en l'ésser humà constitueix el fonament de la ciència.
De la natura, ho ignorem tot i l'únic que podem fer és formular hipòtesis que donin raó de certs fenòmens que contribueixen al nostre benestar humà. La naturalesa humana, per tant, coincideix amb poder de formar idees, contemplar-les, ordenar-les i, per això, representar el món, organitzar-lo en un quadre. L'individu és el subjecte del coneixement (ciència), aquell per a qui la representació existeix, però que mai figura com a objecte en el quadre, ja que la seva natura no pertany a l'àmbit del que és material.

## Física
Malgrat que avui en dia els límits entre les diferents disciplines científiques són força clars, cal entendre que això és degut a una concepció moderna de la ciència. És difícil, doncs, establir la diferència entre física o filosofia en Descartes o en alguns dels seus contemporanis els quals no es coneixien com a científics, sinó com a filòsofs de la natura. En aquest sentit, Descartes, com molts d'altres, sovint estava més preocupat a establir un bon context metafísic per encabir-hi les seves investigacions que en les investigacions en si mateixes.
En la disciplina que avui dia coneixem com a física, les investigacions de Descartes se centraren en dos grans temes, l'òptica i la mecànica, fent especial èmfasi en aquest últim. En una de les seves obres més importants, El món (1633), Descartes desenvolupa un discurs força innovador, que pretén revisar els conceptes teleològics de la mecànica d'Aristòtil. En el llenguatge vigent fins aleshores en mecànica, es dividien els cossos en dues parts, la matèria primera i la forma substancial. Mentre que la primera es creia que responia a un material inert sense propietats, la segona era l'essència mateixa de l'objecte i el que en determinava les propietats i l'objectiu vital. Descartes s'allunyà d'aquesta concepció en creure que els objectes interaccionaven amb l'entorn sense cap destí prefixat:
| «                                | ...totes les propietats dels cossos inanimats poden ser, doncs, explicades sense haver-ne d'assumir res a priori, excepte el moviment, la mida, la forma i la unió de les seves partícules. | » |
| — René Descartes - El món (1633) | |   |

Aquest raonament esdevindrà vital en el que es coneix com a revolució científica dels segles xvi i xvii, i servirà de punt de partida per a d'altres que, com Newton, intentaran donar resposta als enigmes plantejats per Descartes. El trencament amb la mecànica aristotèlica i els seus dogmes esdevindrà clau en el desenvolupament de la física moderna.

### Mecànica
Una de les aportacions més importants en l'obra de Descartes, la trobem en la formulació de les seves tres lleis de la natura. Aquestes són bàsicament lleis que defineixen el moviment dels cossos i que seran una base de valor inestimable per al posterior desenvolupament de la dinàmica del sòlid rígid, que estudia el moviment dels cossos sota l'acció de forces. Altres autors de gran importància faran un esforç similar per sintetitzar les seves teories en unes poques normes simples i intel·ligibles. Universalment famoses han esdevingut les tres lleis de Newton, publicades per primer cop l'any 1687 i que, a diferència de les de Descartes, constitueixen un sistema encara vàlid.
Un dels enunciats de Descartes serveix per a formular per primer cop un dels teoremes bàsics de la dinàmica actual que es coneix com el principi de conservació de la quantitat de moviment.
| «                                | ...la força de cada cos per suportar l'acció d'un altre consisteix en el fet que cada partícula tendeix a mantenir-se en el seu estat actual, com diu la primera llei. Aquesta força no ha de ser mesurada únicament per la mida de l'objecte (...) sinó també per la seva velocitat i la naturalesa del seu moviment i del xoc. | » |
| — René Descartes – El món (1633) | |   |

Aquesta “força”, tot i que no es tracta d'una força pròpiament dita, sinó d'una quantitat de moviment, és possiblement la primera descripció formal d'una propietat dels cossos que roman invariant en un sistema que evoluciona, i aquí radica la seva gran importància. Un dels raonaments que portà Descartes a definir aquest principi fou pensar que en la creació de l'Univers, Déu havia donat a tots els seus elements una proporció finita de quantitat de moviment i que Déu mateix s'havia d'ocupar de preservar la quantitat de moviment global en cada evolució dels seus elements, per exemple en els xocs, perquè aquesta no s'extingís.
La quantitat de moviment es defineix actualment com el producte de la massa per la velocitat, de forma similar a com ho feu Descartes, però utilitzant magnituds més formals. El principi de conservació de la quantitat de moviment afirma que un sistema en què no actuen forces externes, la quantitat de moviment roman constant. En un exemple amb 2 cossos que interaccionen tenim:
{\displaystyle m_{1}u_{1_{\text{Inicial}}}+m_{2}u_{2_{\text{Inicial}}}=m_{1}v_{1_{\text{Final}}}+m_{2}v_{2_{\text{Final}}}}
La segona llei de Newton (1687) culmina aquesta investigació en afirmar que el sumatori de forces externes sobre un sistema és precisament la variació de la quantitat de moviment que experimenten els seus cossos:
{\displaystyle \sum {\mathbf {F} }={\mathrm {d} \mathbf {P}  \over \mathrm {d} t}=m{\mathrm {d} \mathbf {v}  \over \mathrm {d} t}=m\mathbf {a} \,\!}
La necessitat de trobar teoremes o lleis de conservació és una constant en la història de la ciència, ja que ajuda els científics a descriure i formular millor els fenòmens que s'observen en la natura. Altres principis formulats amb posterioritat a Descartes, seguint aquest mateix esperit són la llei de la conservació de l'energia, el teorema de conservació del moment cinètic o la llei de conservació de masses.

### Òptica
Paral·lelament amb moltes altres disciplines científiques, l'òptica experimentarà durant el segle xvii una revolució de magnituds considerables. Molts científics consideren que el naixement de l'òptica moderna es dona amb Johannes Kepler (1571-1630), que l'any 1603 postulà en una de les seves obres els fonaments de fenòmens com la reflexió o la intensitat de la llum. No obstant això, és arran de les investigacions de Willebrord Snellius (1580-1626) que es formula per primer cop la popular llei de la refracció l'any 1621. És difícil saber si Descartes coneixia el treball de Snellius quan l'any 1637 dedicà un dels annexos de la seva popular obra Discurs del mètode a resoldre diversos problemes relacionats amb l'òptica, i particularment amb la refracció. Descartes basà aquest tractat en les experimentacions que havia fet quan visqué a París entre els anys 1626 i 1627, que el porten a enunciar la mateixa llei. Aquesta és coneguda majoritàriament amb el nom de llei de Snell o llei de la refracció, però a vegades també se cita amb el nom de llei de Descartes.
Una gran part del volum que Descartes dedicà a l'òptica se centra en l'estudi de diferents lents per establir la forma i les mides òptimes que aquestes han de tenir en el seu ús en telescopis o altres aparells. Descartes hi dedicà gran part de la seva atenció i esforç, però sembla abandonar el projecte en adonar-se de les dificultats mecàniques que la fabricació del vidre i de lents tenia en la seva època. Sembla resoldre, doncs, que les seves investigacions en aquest aspecte no aporten gran cosa i no creu que puguin arribar a tenir una utilitat real. Malgrat les seves importants investigacions pràctiques en aquest camp, Descartes sembla naufragar en l'aplicació pràctica dels seus coneixements, gairebé de forma simultània a l'important treball de Galileu (1564-1642), que aconseguí grans millores en aquest camp.
Un tret curiós de la seva obra és que Descartes, com gran part dels seus contemporanis, sembla dubtar sobre la procedència de la llum i el seu comportament en la visió. Totes les obres anteriors a ell, especialment les d'influència grega, semblaven donar per fet que la llum prové dels ulls que, en rebotar amb els objectes ens en transmet la imatge. Aquests principis postulats per Empèdocles (segle v aC) foren generalment acceptats en el món occidental durant segles, i el mateix Descartes no s'atreveix a contradir-los. Paral·lelament, altres fonts postulen el que avui en dia es reconeix universalment, que els ulls no generen la llum sinó que aquesta únicament rebota en els objectes, motiu pel qual els ulls en capten la forma i el color. Descartes no vol o no és capaç de resoldre aquesta diatriba i opina que aquest fet no té una importància primordial, ja que creu que la velocitat de la llum és infinita.

### De homine

L'homme

De homine (De homine figuris : et latinitate donatus a Florentio Schuyl) és una obra científica de Descartes publicada a Leiden (Holanda) el 1633, que descriu el mecanisme de la reacció automàtica en resposta als estímuls externs. La primera publicació no es va fer fins al 1642 en forma de traducció al llatí i la versió original en francès no seria publicada fins al 1644. La condemna de Galileo Galilei per la inquisició el 1633 va aconsellar Descartes posposar la publicació.
D'acord amb la proposta de Descartes, els moviments externs afecten les terminacions perifèriques de les fibres nervioses, que al seu torn, desplacen les terminacions centrals. Quan les terminacions centrals són desplaçades, el model d'espai interfibril·lar és disposat d'una altra manera i el flux dels esperits animals és així dirigit cap als nervis apropiats. Fou l'explicació de Descartes d'aquest mecanisme per mitjà d'una reacció automàtica i diferenciada que el va conduir a ser genereralment considerat com el fundador de la teoria dels reflexos.

## Matemàtiques
En tant que matemàtic, Descartes va destacar tant o més que en el seu vessant de físic, amb el clar avantatge que, a diferència de la física, la divisió entre les matemàtiques i la resta de disciplines era suficientment clara en temps de l'autor. Sens dubte, el seu perfil enterament racionalista, l'ajudà a arribar allà on altres no havien pogut, a reformular totes aquelles qüestions que es donaven per resoltes o a postular els seus enunciats amb tota la precisió requerida.
Sovint es diu que una de les aportacions més importants de Descartes en aquest vessant consisteix en la creació de la geometria analítica. Si bé això no és del tot cert, es pot dir amb tota seguretat que aquesta branca de les matemàtiques, consistent bàsicament a aplicar els conceptes algebraics a la geometria, es veurà reinventada a partir de l'aparició de la seva obra Geometria (1637).
El gran avenç de la disciplina que comporta el treball de Descartes consisteix en quelcom molt més simple, el fet que un punt en el pla pot ser completament determinat a partir de les seves distàncies (anomenades x i y) a dos eixos fixos i perpendiculars, amb el conveni correcte de signes. Aquest sistema, anomenat sistema de coordenades cartesianes, és de gran importància en les matemàtiques modernes. Així doncs, si acceptem aquests principis, veurem que generalment l'equació f(x,y)=0 té infinites solucions i que, per tant, els seus punts descriuen una trajectòria en el pla x,y. L'estudi d'aquestes corbes centrarà l'esforç de Descartes al llarg del tractat, especialment per a les equacions de segon grau, també anomenades còniques.
També cal destacar el seu treball en la teoria de les tangents a corbes, en la qual proposà una definició utilitzant per primer cop el concepte de límit. El seu treball serví de base al de molts d'altres com Barrow o Leibniz, que establirien els principis bàsics generalment acceptats en aquest camp.
El tercer dels llibres en què es divideix Geometria està enterament dedicat a l'estudi en profunditat de l'àlgebra en vigor en el seu temps. És molt apreciable el seu treball de sistematització i regulació dels mètodes i sistemes que s'utilitzaven en el seu temps. Li devem, per exemple, el fet d'anomenar amb lletres de l'inici de l'alfabet (a,b,c...) les quantitats conegudes i amb lletres del final (x,y,z) les incògnites. També fou un dels primers a percebre la importància d'aïllar els termes d'una equació i inventà una norma coneguda com a regla dels signes de Descartes, que permet establir el nombre de solucions positives i negatives d'una equació.
També utilitzà les matemàtiques per a establir una cosmovisió original, basada en l'assumpció de remolins de matèria, que es comportaven igual que remolins d'aigua i en la qual es trobaven els planetes i en una altra escala els satèl·lits. Segons Descartes, les variacions de densitat que es provocaven en aquests remolins propiciaven que el moviment fos en el·lipses en lloc de cercles, i que el Sol en fos el centre. Malgrat la seva arbitrarietat i poc fonament, demostrà que era possible establir un sistema que permetés explicar d'una manera única els moviments que tenien lloc tant a l'univers com a la Terra, un dels criteris fonamentals que propicià una nova era en l'astronomia.

## Filosofia moral
La moral de Descartes té tres pilars: La metafísica, la raó, i la tradició estoica. Per a ell, la moral era una ciència, la més alta i més perfecta, i les seves arrels es troben en la metafísica, de la mateixa manera que per a la resta de les ciències. Així ens parla sobre l'existència de Déu, el lloc de l'individu en la natura, formula la teoria del dualisme ment-cos i defensa el lliure albir. Per altra banda, manifesta el seu racionalisme quan diu que la raó ens és suficient per a la cerca dels béns que hem de perseguir, i ens diu que la virtut consisteix en el "raonament correcte" que hauria de guiar les nostres accions.
La qualitat del raonament depèn dels coneixements, perquè una ment ben informada es trobarà en millors condicions per a prendre bones determinacions. Les condicions mentals també influenciaran el raonament, i és per això que Descartes va dir que una filosofia moral completa ha d'incloure l'estudi del funcionament de l'organisme humà. Ell va discutir sobre aquests temes amb la princesa Elisabeth de Bohèmia, i com a resultat va escriure el seu tractat Les passions de l'ànima, que conté un estudi dels processos i reaccions psicosomàtics en l'ésser humà, amb un èmfasi en les emocions i passions.
L'individu hauria de buscar el bé suprem, que Descartes, seguint Zenó, identifica amb la virtut, que produeix una felicitat sòlida o plaer. Per a Epicur, el bé suprem consistia en el plaer, i Descartes diu que això no està en contradicció amb els ensenyaments de Zenó, ja que la virtut produeix un plaer espiritual, que és millor que el plaer corporal. Pel que fa a Aristòtil, que considerava que la felicitat depenia dels béns de la fortuna, Descartes no nega pas que aquests béns contribueixin a la felicitat; això no obstant, assenyala que en bona part es troben fora del nostre control, mentre que som mestres de la nostra ment.
Els escrits sobre moral o ètica de Descartes varen arribar en l'última part de la seva vida. Això no obstant, abans, en el seu Discurs del mètode, va adoptar tres màximes que li permetessin d'actuar al mateix temps que posava totes les seves idees en dubte. Això es coneix com la seva moral provisional.

## Llegat

### Filosofia
S'anomena cartesianisme l'escola de pensament seguidora de les seves idees. Aquesta escola es defineix com a racionalista, accepta la centralitat del jo com a entitat pensant i es revolta contra l'escolàstica, dominant en aquell moment. Alguns autors destacats del cartesianisme són:
- Henricus Regius
- Christiaan Huygens
- Claude Clerselier
- Jacques Rohault
- Géraud de Cordemoy

La seva influència filosòfica, però, va més enllà dels deixebles directes, ja que va influir en tot el pensament racionalista posterior i, per oposició, també en l'empirisme.

## Obres

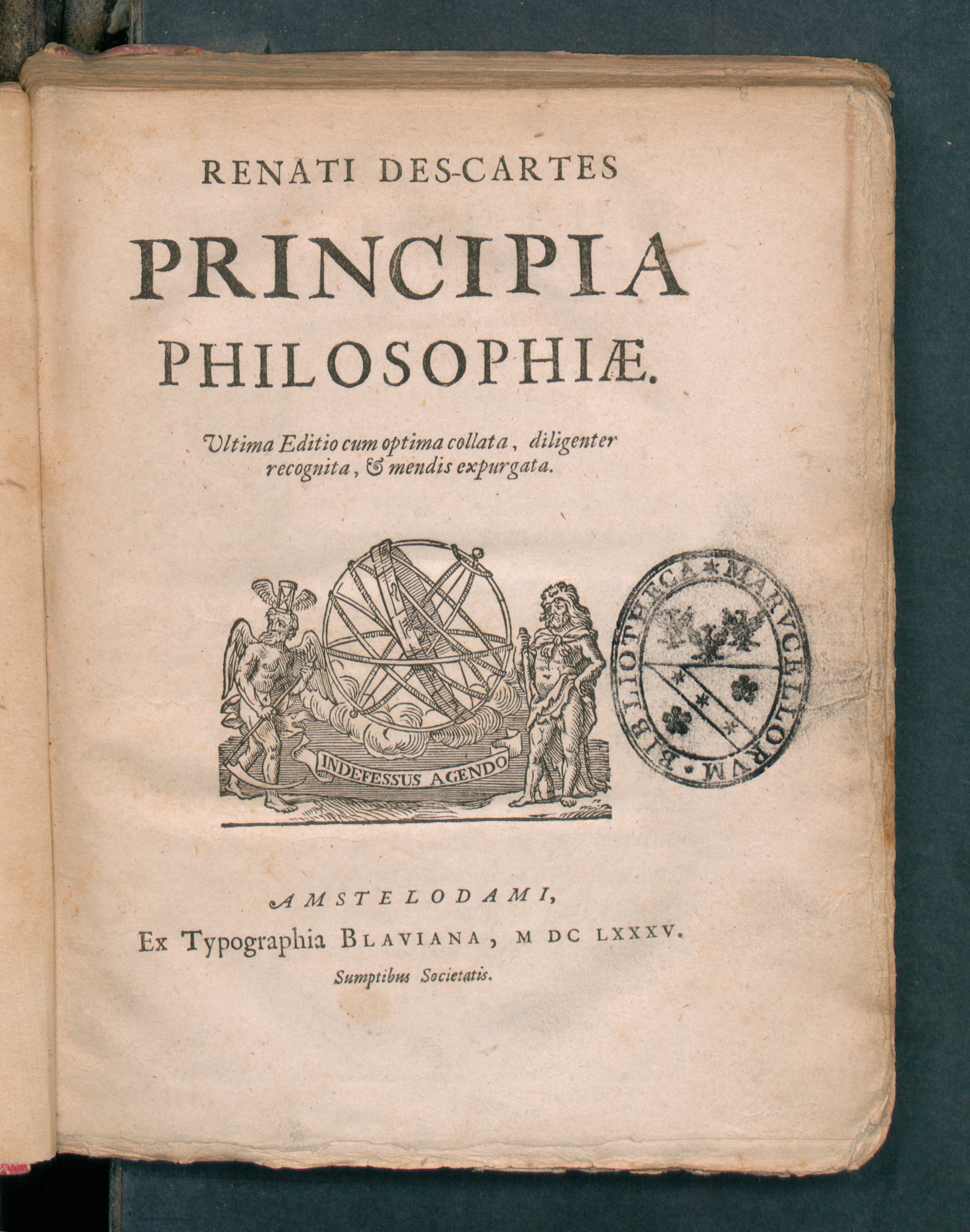
Principia philosophiae, 1685

Les seves obres principals són les següents:
- Le Monde, ou Traité de la lumière (en francès), 1630-1633. No es va publicar fins al 1664. En català, es coneix com El món.
- Le Discours de la méthode (en francès), 1637. En català, es coneix com a Discurs del mètode. Constituïa el prefaci de tres assaigs:
  -  la Dioptrique. En català, es coneix com a Diòptrica.
  -  les Météores. En català, es coneix com Els meteors.
  - Geometria (Descartes) la Géométrie. Dels tres, el més important. En català, es coneix com a Geometria.
- Meditationes de prima philosophiae (en llatí), 1641. En català, es coneix com a Meditacions metafísiques.
- Principia philosophiae (en llatí), 1644. La primera edició en francès és del 1647. En català, es coneix com Els principis de la filosofia.
- Les Passions de l'âme (en francès), 1649. En català, es coneix com Les passions de l'ànima.
- Regulae ad directionem ingenii (en llatí), 1628. Conegut en català com Regles per la direcció de la ment

### Traduccions al català
- Discurs del mètode per a ben conduir la raó i encercar la veritat a les ciències.  Barcelona: Editorial Barcino, 1929 (Col·lecció popular; 52). Traducció de Joaquim Xirau.
- El Discurs del Mètode.  Barcelona: Editorial Alhambra, 1990. Traducció d'Antoni Bosch-Veciana. Notes de Salvador Codina. Edició i material didàctic per Hilari Arnau Gras i José María Gutiérrez González.
- Discurs del mètode.  Barcelona: Edicions 62, 1996 (Textos filosòfics; 74). Traducció de Pere Lluís Font.
- Regles per a la direcció de l'enginy.  Barcelona: Edicions 62, 1998 (Textos filosòfics; 78). Traducció de Salvi Turró.
- Tractat de les passions. Cartes sobre la moral.  Barcelona: Edicions 62, 1998 (Textos filosòfics; 80). Traducció de Miquel Costa. Edició a cura de Pere Lluís Font.
- Meditacions Metafísiques.  Barcelona: Edicions de 1984, 1995 (Butxaca 1984; 14). Traducció i Edició de Robert Veciana i Tormo.
- La Geometria.  Barcelona: Institut d'Estudis Catalans, Pòrtic, 1999. ISBN 9788472834538. Traducció i Edició de Josep Pla i Carrera i Pelegrí Viader Canals.